# Српска књижевност епохе просветитељства
У периоду српског просветитељства, рачунајући и барок као стилску формацију епохе просветитељства, било је активно више од 120 писаца.
Све до 70-их година XVIII века просвета и књижевност задржале су претежно доминантан утицај цркве. Школе се оснивају уз цркве или архијерејске столице. У њима предају углавном свештеници, а настава иако обухвата и световне предмете, има претежно духовни садржај. Књижевност је црквена, језик такође: и једно и друго налазе се под руским црквеним и културним утицајем. Када је Јосиф II (1780-1790), у тежњи да целу Империју уреди у складу с филозофском доктрином просвећеног апсолутизма, спровео исте и сличне реформе у целој држави, посебно када је на чувеном Наредбом о толеранцији изједначио пред законом све вероисповести у земљи (1781), реформе су добиле одушевљене присталице међу напредним Србима. Јозефинизам као антиклерикални, просветитељски покрет обухватао је све народе Аустрије, али је можда код Срба најповољније примљен. Преко јозефинизма Срби се укључују у широки покрет европске просвећености: демократизација културем филозофска критика стварности, оријентација на морална и политичка питања слављене науке и знања као светлости која треба да донесе срећу човечанству, осуда верских гоњења и истицање толеранције као основе просвећене политике. Те су се идеје први пут код нас појавиле у последњој фази рада Захарија Орфелина као наговештај који није нашао непосредног одјека. Њихови пуни живот у српској књижевности почиње с појавом Доситеја Обрадовића, најзначајнијег нашег писца XVIII века, зачетника нове српске књижевности.
И у основној књижевној оријентацији према правцима и струјањима у европској књижевности писци Доситејовог доба следе пут који је означио Доситеј. У Доситејовом делу присутне су две основне духовне и стилске тенденције књижевности XVIII века, рационалистичко просветитељство и сентиментализам. Иако је био одушевљени поклоник "просвештеног разума", Доситеј је више пута показао да има чуло за истине „чувстителног срца“. У његовим делима, напоредо с одељцима рационалистичко - просветитељског карактера, који претежу, налазимо емоционално - поетске одломке у којима препознајемо неке од најважнијих стилских црта сентиментализма као што су: величање осећања, идеализација народа, култ природе и у вези с тим развијен смисао за пејзаж, емоционалне изливе, исповест итд. Доситејеви следбеници развили су даље ту сентименталистичко - поетску страну његовог дела, тако да је сентиментализам постао владајући стил епохе - савременици су му дали карактеристичан назив "слатки стил". Он се испољио у свим књижевним врстама, али најпотпунији израз добио у роману.
Већ при првим непосредним додирима с Европом српска књижевност стиче свест о потреби романа. Више од свих других модерних врста он је присутан у делу зачетника нове књижевности Доситеја Обрадовића. Доситејева пропаганда романа као и први преведени романи нису остали без утицаја на стварање оригиналног романа, чији се огледи јављају врло рано, у сам освит XIX века. На његовим почецима стоје два писца, оба из круга Доситејевих следбеника, Атанасије Стојковић (1773-1832) и Милован Видаковић (1780-1841), који је написао седам романа ( Усамљени јуноша, Љубомир у Јелисиму, у три дела и др.), са елементима сентименталистичког и педагошког романа XVIII века.
Развој драме тесно је повезан с развојем позоришта. Нову епоху у историји српског театра отвара Јоаким Вујић (1772-1847), "Славеносербски списатељ" доситејевске оријентације, веома плодан и разноврстан у свом раду. У историји српског позоришта театар Јоакима Вујића "посрбе" (преводи и прераде туђих комада) имају много мањи значај. Оне се настављају на драмске преводе и прераде Е. Јанковића и чине корак даље према оригиналној српској драми, чији је творац Јован Стерија Поповић. Ни у драми као ни у роману ова епоха није нам оставила у наслеђе значајна уметничка остварења. Њен је стварни допринос у рецепцији основних модерних жарнова, којих није било у нашој старој литератури, јер ће у њиховим оквирима тећи књижевно стварање у наредним раздобљима, све до данас.
Иако је изражавала опште просветитељски дух, поезија позног XVIII и раног XIX века имала је релативно самосталан развитак. Она се делимично надовезивала на традицију рускословенске школе, а делимично је настајала у непосредним додирима с европском поезијом. Доситеј Обрадовић, који је повремено писао и песме, ни издалека није толико значајан за поезију као за прозу свог доба. Сентиментализму је блиска тзв. грађанска лирика XVIII века, појава која представља прелаз између народне и уметничке поезије.
Први превасходно песнички правац у српској књижевности био је класицизам. Духовну подлогу на којој је поникао чини, као и у другим књижевностима, античка традиција, чија се присутност код нас може пратити још од карловачких словенско - латинских школа. Самостални продори у класичну старину, иако понекад, као у Доситејевом случају, врло занимљиви и подстицајни, нису много проширили оквире у којима се развијао наш класицизам. Он је до краја сачувао школски, занатски декоративни карактер. Више књишка мода него књижевни стил и начин живота, какав је био на западу, српски класицизам добио је завршни облик у поезији Лукијана Мушицког, у другој деценији XIX века, али његове зачетке налазимо већ у 80 - тим годинама XVIII века. Лукијан Мушицки (1777-1837) прва је изразита песничка индивидуалност у српској књижевности. Кроз школу Лукијановог класицизма прошло је не само мноштво данас заборављених песника прве половине XIX века него су прошле и такве песничке личности као што су Његош и Стерија.